# Stazione di Capolago-Riva San Vitale
La stazione di Capolago-Riva San Vitale è una stazione ferroviaria della ferrovia del S. Gottardo posta a servizio della località di Capolago e del comune di Riva San Vitale; è altresì fermata della ferrovia a cremagliera e scartamento ridotto del Monte Generoso.

## Storia
La stazione venne aperta all'esercizio il 6 dicembre 1874 contestualmente alla ferrovia Lugano-Chiasso lungo la quale è sita, mentre entrò in funzione per la ferrovia del Monte Generoso il 3 giugno 1890, quando venne attivato il collegamento dalla stazione di Capolago Lago alla stazione di Bellavista (il 22 giugno 1890 sarebbe seguita la restante tratta fino alla vetta del Monte Generoso).
Dal 9 maggio 1910 al 5 settembre 1948 la stazione assicurò inoltre l'interscambio con la tranvia Chiasso-Riva San Vitale.

## Strutture e impianti
Il sedime ferroviario propriamente detto della stazione consta di tre binari passanti (a servizio della ferrovia del S. Gottardo); il binario unico della ferrovia del Monte Generoso si trova invece antistante la stazione, parallelo agli altri interni ma a raso sul livello stradale, similmente ad una tranvia.

## Movimento
Dal cambio orario del 5 aprile 2021, la stazione è servita dai treni delle linee S10, S50 e S90 della rete celere del Canton Ticino, effettuati da TiLo.
Vi effettuano inoltre fermata tre treni InterRegio Zurigo-Chiasso.

## Servizi
La banchina adibita al servizio viaggiatori è collegata al fabbricato viaggiatori tramite un sottopassaggio.
- Biglietteria automatica

## Interscambi
La stazione assicura un interscambio con la linea postale 62.541 Capolago-Arogno e con le linee automobilistiche 62.531 Mendrisio-Capolago e 62.532 Capolago-Brusino dell'Autolinea Mendrisiense (AMSA). A 100 m dalla stazione si trova l'imbarcadero di Capolago, servito dalla Società Navigazione del Lago di Lugano (SNL).
- Fermata autobus
- Fermata battello (Capolago)